# 云门山街道
云门山街道，是中华人民共和国山東省潍坊市青州市下辖的一个乡镇级行政单位。

## 行政区划
云门山街道下辖以下地区：
南营社区、东关社区、孟家社区、徐桥社区、关头社区、夏钦园社区、后坡社区、房家社区、苏桥社区、张河社区、昭德社区、丁店社区、传信社区、冯徐社区、小杨社区、窦小社区、三里社区、红庙社区、北阁社区、东阳社区、海岱苑社区、益王府社区、瓜市社区、王家社区、西圣社区、宋阁村、前寺村、耿家庄村、时家店村、沈家庄村、戴家庄村、后寺村、南云河村、北云河村、黄家井村、小花林疃村、大花林疃村、郭家桥村、南房村、涝洼村、西邢村、东邢村、北李家村、扈家庙村、七里河村、卢店村、井亭村、傅家村、靳家村、十字村、寨子村、李宝峪村、赵小河村、朱家庄村、王家庄村、西牟村、东牟村、玉皇阁村、新冯村、西十里村、东十里村、坡子村、夏辛村、东圣村、朱兴村、玉竹村、坝沟村和魏河村。